# Haardt (Pfalz)

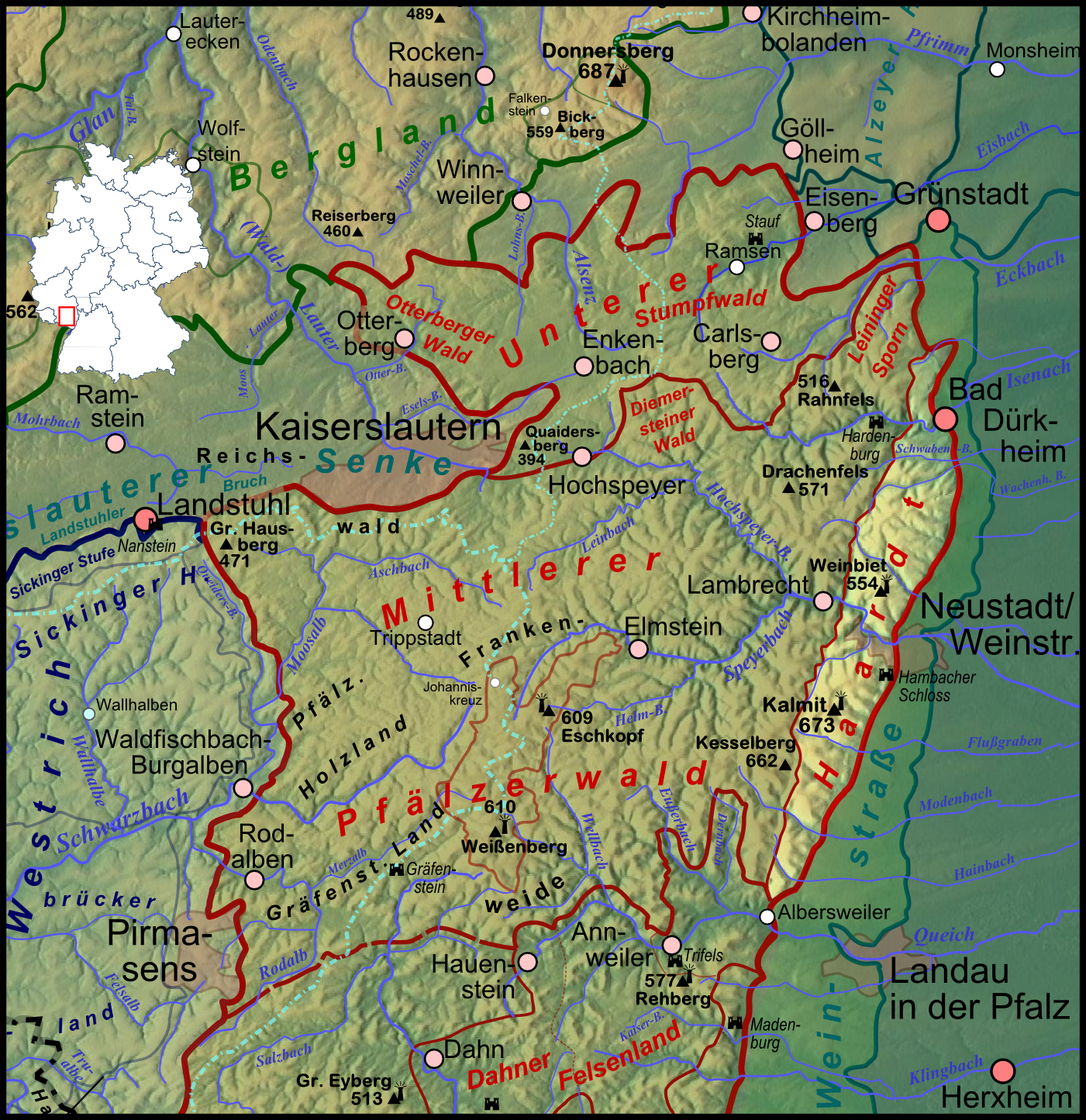
Haardt (Pfalz)

Haardt este un lanț muntos cu lungimea de 85 km și care atinge altitudinea de maximă de 672,6 m deasupra n.m.. El aparține de Mittelgebirge și este situat la marginea de est a regiunii Pfälzerwald (Pădurea palatină), în landul Renania-Palatinat, Germania.

## Date geografice
Lanțul Haardt este mărginit la nord de Bockenheim an der Weinstraße, și la sud de Schweigen-Rechtenbach. În zonele colinare se practică cultivarea viței de vie. Hardt fiind traversat la est de drumul Vinului.

## Vârfuri
Kalmit (672,6 m),
Kesselberg (663 m),
Roßberg (637 m),
Hochberg (636 m),
Hohe Loog (619 m),
Blättersberg (617,5 m), 
Schafkopf (617 m), 
Taubenkopf (604 m), 
Orensberg (581 m),
Weinbiet (553 m), 
Eckkopf (516 m), 
Stabenberg (496 m),
Peterskopf (487 m), 
Weilerskopf (470 m),
Teufelsstein (317 m).

## Istoric
În regiune se află cetăți medivale, din care multe s-au mai păstrat numai ca ruine. Printre cele mai cunoscute contrucții medievale se poate aminti castelul Hambach care se numea inițial „Kästenburg” și care a devenit în anul 1832 un simbol al libertății după Festivalul de la Hambach.